# Сазонов Олександр Васильович
Олександр Васильович Сазонов (рос. Сазонов Александр Васильевич, нар. 1897 р. — ?) — російський науковець, економіст, ректор Харківського державного університету імені О. М. Горького.

## Біографія
Народився в російському місті Орел у родині робітників. У 1901 році разом із сім’єю переїхав на Донбас, де з раннього віку почав працювати: спочатку пастухом, потім лампоносом, а згодом учнем слюсаря. У роки Першої світової війни був мобілізований і воював на Західному фронті. Після демобілізації у 1917 році працював на залізниці в котельні станції Мушкетове (Катеринославська залізниця).
У 1918 році добровільно відправився до Середньої Азії, де брав участь у боротьбі із басмацтвом. У 1921 році навчався в Москві на командирських курсах, а вже наступного року увійшов до складу Самаркандської Ради (Туркестанська АРСР). Повернувшись до Москви, вступив до Вищої юридичної школи.
Після завершення навчання отримав направлення до Києва, де викладав у Київській артилерійській школі. Згодом обіймав посади старшого викладача та помічника військового комісара в Об’єднаній Київській школі командирів.
З 1927 року працював у сфері вищої освіти, викладаючи на економічному факультеті Українського інституту червоної професури. У 1932 році зайнявся адміністративною діяльністю: був заступником директора, а потім і директором інституту підготовки кадрів для ІКП. У 1937 році призначений заступником директора Центральної школи пропагандистів при ЦК ВКП(б).
У березні 1938 року очолив Харківський університет, а під час Другої світової війни був проректором Об’єднаного українського державного університету, який працював в евакуації у місті Кзил-Орда (Казахстан).
У 1941 році став комісаром батальйону народного ополчення, створеного на базі університету. Брав активну участь в евакуації навчального закладу та організації його роботи в тилу. Викладав політекономію та курс основ марксизму-ленінізму.
Після завершення війни продовжив викладацьку діяльність, завідував кафедрою політекономії у Харківському інституті радянської торгівлі. В різні роки працював в Інституті червоної професури в Харкові, Центральній школі пропагандистів при ЦК КП(б)У, а також під час евакуації — у Московському інституті механізації та електрифікації сільського господарства.
Дата смерті та подальша біографія невідома.